# 花坪高原鰍
花坪高原鰍（學名：Triplophysa huapingensis）為輻鰭魚綱鯉形目條鰍科高原鰍屬的其中一種。分布於亞洲中國廣西壯族自治區樂業縣、田林縣及凌雲縣的喀斯特地形洞穴，本魚體延長且側扁，口下位，下唇中央前緣具小缺刻，觸鬚3對，尾鰭叉形，體色為淺黃色，被小鱗片，側線完全，頭部及身體背面具褐色斑塊，魚鰭也散布褐色斑紋，尾鰭基部具一黑斑，體長可達6.3公分，棲息在洞穴底層水域，生活習性不明。

## 扩展阅读
維基物種上的相關：花坪高原鰍